# خليل الزاوية

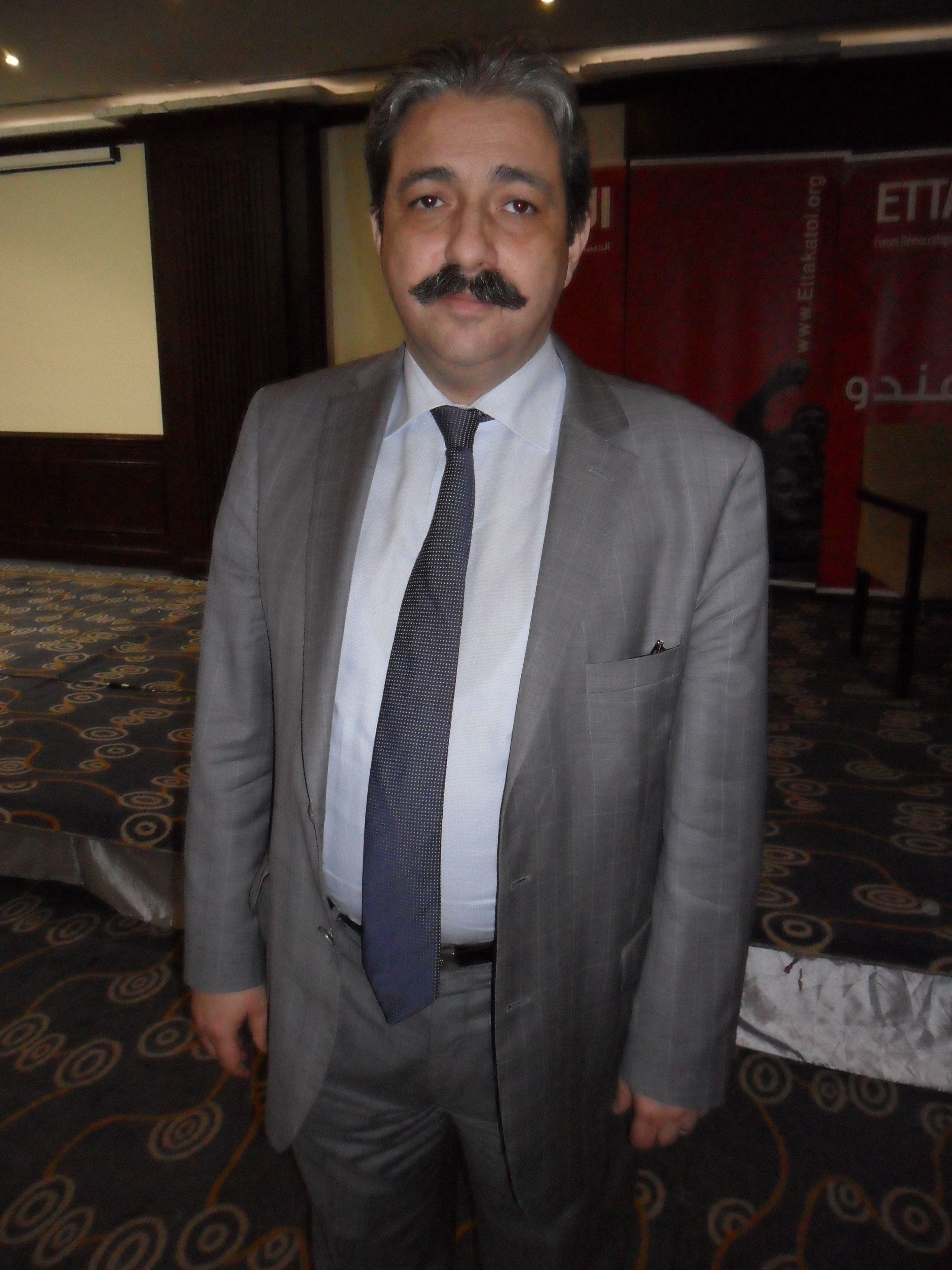
خليل الزاوية

خليل الزاوية (تونس العاصمة، 20 جويلية 1961 -)، سياسي وطبيب ونقابي تونسي وأحد قياديي حزب التكتل ووزير الشؤون الاجتماعية منذ ديسمبر 2011. شغل الزاوية حتى توليه الوزارة خطة رئيس قسم جراحة العظام بمستشفى المنجي سليم بالمرسى وهو كاتب عام سابق لنقابة الأطباء والصيادلة وأطباء الأسنان الجامعيين المنضوية تحت الاتحاد العام التونسي للشغل. مثل صديقه مصطفى بن جعفر نشط الزاوية في الرابطة التونسية للدفاع عن حقوق الإنسان وكان عضوا في هيئتها المديرة بين أكتوبر 2000 وسبتمبر 2011. عام 1994 ساهم في تأسيس التكتل الديمقراطي من أجل العمل والحريات وفي اثناء المؤتمر الأول للحزب عام 2009 اختير كعضو في مكتبه السياسي مكلفا بالعلاقات الخارجية والاتصال. فاز مع زميلته لبنى الجريبي في انتخابات المجلس الوطني التأسيسي بأحد مقاعد دائرة تونس 2 بعد حصول قائمة التكتل التي ترأسها على 19.2% من الأصوات. متزوج وله طفلين.